# Kris Pietroniro
Kris Pietroniro (Boise, 15 dicembre 2000) è un hockeista su ghiaccio statunitense naturalizzato italiano, milita come difensore nella SG Cortina, squadra della Alps Hockey League, e nella Nazionale italiana. Possiede anche la cittadinanza canadese.

## Biografia
Pietroniro proviene da una famiglia di hockeisti: il padre Marco giocò per diverse stagioni nel campionato italiano negli anni '90 e successivamente divenne allenatore; i fratelli Chad, Massimo, Matteo e Phil, sono a loro volta giocatori professionisti di hockey su ghiaccio.

## Carriera

### Club
Dopo aver militato in diversi campionati giovanili nordamericani, Pietroniro approdò al Fassa nell'ottobre del 2021, inizialmente con un contratto di due mesi. Pietroniro venne dapprima confermato fino al termine della stagione e poi anche per la successiva stagione 2022-2023.
Il 25 luglio 2023 firmò un contratto con il Renon ma pochi giorni dopo fece valere la clausola per la quale avrebbe potuto liberarsi in caso di offerta da un campionato più competitivo, accettando la proposta del Bolzano in ICE Hockey League. Con gli altoatesini disputò tutto il torneo sovranazionale, anche se, nell'ultima parte della stagione giocò alcuni incontri in prestito con la maglia del Merano in Alps Hockey League.
L'esperienza coi Foxes durò un solo anno: nel luglio 2024 Pietroniro tornò a disputare la Alps Hockey League con la maglia del Cortina.

### Nazionale
In possesso del passaporto italiano e maturate due stagioni consecutive in una squadra di club italiana, necessarie per vestire la maglia azzurra, Pietroniro ricevette la prima convocazione con il Blue Team per il raduno alla Sparkasse Arena in programma l'8 aprile 2024, in vista di alcune partite amichevoli in preparazione ai Mondiali di Iª Divisione - Gruppo A di Bolzano. L'esordio avvenne il 13 aprile nel primo di due match contro la Francia, che vide gli azzurri sconfitti per 4-2 a Megève, tuttavia, solo tre giorni dopo il suo debutto, venne escluso dal raduno per scelta tecnica.

## Palmarès

### Club
- Campionato italiano: 1

Cortina: 2024-2025